# 起源：首爾車站
《起源：首爾車站》（：／）是一部2016年韓國的災難片動畫電影，也是電影《釜山行》的平行世界作品（在時間軸上，就正是釜山行的前天所發生的事件）。於2016年8月18日在愛丁堡影展上展出。

## 故事簡介
某天，在韓國首爾深夜的車站中，有一名露宿者因為受到不明病毒的感染成為會噬血的喪屍，而一位離家出走的少女惠善在風暴中心也驚愕地目睹所有被感染者瘋狂地肆虐車站的過程，她也立即逃離車站然後脫逃。
惠善的父親和男友志雄在混亂中正在找尋惠善然後一同逃走，後來志雄與惠善在脫逃的過程中發現自稱惠善父親者其實是夜總會的老闆石圭。由於前幾天惠善搶走夜總會的錢令石圭感到很不滿，石圭得悉志雄把惠善的照片放入網站上面做援交，於是他透過電話聯繫志雄謊稱自己是惠善的親生父親。最後志雄命喪在石圭的手上，惠善決定放棄生存成為喪屍然後動手殺掉石圭。

## 角色
- 惠善（혜선 역），香港上映譯名：海順，香港TVB譯名：惠善

配音：沈恩敬（韓國）；劉惠雲（香港）
- 志雄（기웅 역），香港上映譯名：基英，香港TVB譯名：基雄

配音：李準（韓國）；張立昂（台灣）；李安邦（香港）
- 石圭（석규 역），香港上映譯名：石圭，香港TVB譯名：碩圭

配音：柳承龍（韓國）；孫誠（台灣）；招世亮（香港）
- 李先生

配音：金在祿（韓國）；胡鎮璽（台灣）
- 金先生

配音：張赫鎮（韓國）；宋克軍（台灣）
- 志願者

配音：李尚熙（韓國）；馮友薇（台灣）

## 外部連結
- 互联网电影数据库（IMDb）上《起源：首爾車站》的资料（英文）
- 《起源：首爾車站》在HanCinema的页面（英文）